# بيانات غير مهيكلة
البيانات أو المعلومات غير المهيكلة (وأحيانا تسمى النصوص غير المهيكلة)، هي معلومات الكترونية (أي موجودة بشكل الكتروني وليست مكتوبة على الورق) لها قوالب أو نماذج بيانات أو لديها نموذج تنظيمي ولكن ليس من السهل التعامل مع ببرامج الكومبيوتر. وتختلف هذه المعلومات أو البيانات عن البيانات المخزنة في قواعد البيانات أو تلك التي تم تأشيرها بعلامات لتصنيفها وتوضيح معالم معينة قد تكون لغوية أو غير ذلك.
ان المعنى غير دقيق ومبهم لعدة أسباب ألا وهي:
1. بالرغم أن البيانات المهيكلة ليست معرفة بشكل تام ولكن يمكن الدلالة ضمنا عليها.
2. بعض البيانات تأخذ اشكال هيكلية ولكنها لا تصنف أنها مهيكلة وذلك لان الهيكلة غير مجدية لعملية معالجة معينة